# 北川精機
北川精機株式会社（きたがわせいき）は、広島県府中市に本社を置くプリント基板用プレス機械などを製造、販売するメーカーである。

## 沿革
- 1957年1月 - 合板機械製造・販売を目的として「株式会社寿製作所」を設立。
- 1958年8月 - 合板用プレス装置を開発、製造・販売開始。
- 1960年9月 - 現社名に変更。
- 1966年7月 - フロアーリフト、油圧エレベーター等を開発、製造・販売開始。
- 1977年4月 -  ボード成形用プレス装置（2000t）を開発、製造・販売開始。
- 1982年11月 - 多層電子基板成形用プレス装置を開発、製造・販売開始。
- 1983年4月 - ソリッドストッカーを開発、製造・販売開始。
- 1985年 　- 電子基板成形用真空プレス装置を開発。
- 1987年4月 - 大型真空プレス装置（20段）を開発、製造・販売開始。
- 1990年12月 - 複合材成形用高温プレス装置（最高温度600℃）を開発、製造・販売開始。
- 1992年6月 - 広島県府中市鵜飼町工業団地に新築移転。
- 1998年6月 - 株式を店頭公開（現在のJASDAQ）。
- 1999年7月 - 建材機械事業部門を分社、「キタガワエンジニアリング株式会社」設立。
- 2006年12月 - ISO14001認証取得。
- 2009年11月 - 太陽電池モジュール製造用多段真空ラミネータ装置を開発、製造・販売開始。
- 2011年7月 - 「北川精機貿易（上海）有限公司」を設立。
- 2016年2月 - 熱可塑性樹脂シート成形用真空プレス装置を開発、製造・販売開始。
- 2019年8月 - 「キタガワエンジニアリング株式会社（建材機械事業）」全株式を同社へ譲渡。

## 関連会社一覧
- ホクセイ工業株式会社
- 北川精机貿易（上海）有限公司